# Tokyo (låt med Danny)
Tokyo är sångaren Danny Saucedo's första singel. Den släpptes år 2007 och finns med på sångarens debutalbum Heart Beats. 

## Listplaceringar
| Lista             | List-position |
| ----------------- | ------------- |
| Sverigetopplistan | 1             |
| Trackslistan      | 4             |
| Finland           | 9             |